# Al-Hariri de Basora

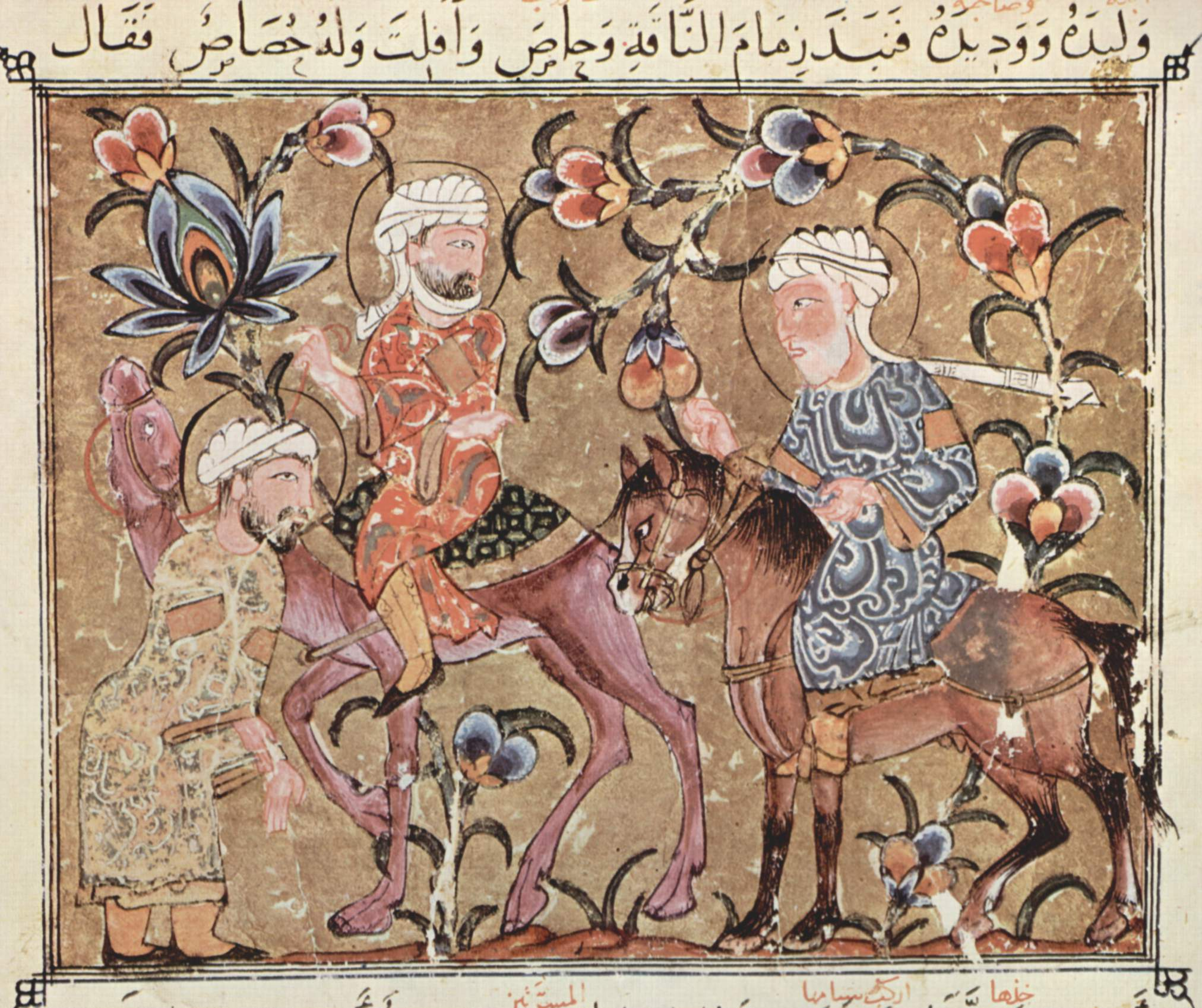
Al-Harith ayuda a Abu Zayd a recuperar su camello robado. Ilustración del 27º maqama, de un manuscrito de la Biblioteca Bodleiana de Oxford.

Al-Hariri de Basora o, simplemente, Al-Hariri (árabe: أبو محمد القاسم بن علي بن محمد بن عثمان الحريري, Abū Muhammad al-Qāsim ibn ʿAlī ibn Muhammad ibn ʿUthmān al-Harīrī; Basora, 1054 – Basora, 10 de septiembre de 1122) fue un poeta árabe, estudioso de la lengua árabe y alto oficial del Imperio selyúcida.
Es conocido por su obra Maqamat de al-Hariri  (también conocida como las Asambleas de Hariri), una colección de unos 50 relatos escritos en estilo maqama, una mezcla literaria de verso y prosa. Durante más de ocho siglos, la obra más conocida de al-Hariri, su Maqamat, ha sido considerada uno de los mayores tesoros de la literatura árabe después del Corán y los cánones poéticos preislámicos. Aunque los maqamat no se originaron con al-Hariri, él elevó el género a una forma de arte.

## Biografía
Al-Hariri nació en el año 446 AH (1054) y murió en Basora, su ciudad natal, el 6 de rayab del 516 (10 de septiembre de 1122). Aunque su lugar de nacimiento es incierto, los eruditos sugieren que probablemente nació en Mashan, cerca de Basora, donde su familia tenía una plantación de palmeras, y que sólo residió en Basora tras alcanzar la madurez. La calle donde murió, Banu Haaran, era un lugar donde se sabía que se habían asentado ciertas familias y era un centro de la industria de fabricación de seda de Basora. Su nombre, al-Hariri, refleja probablemente su residencia (hariri = fabricante o comerciante de seda).
Le gustaba presumir de su herencia árabe: era descendiente de Rabi'at al Faras, hijo de Nizār, hijo de Ma'add, hijo de Adnan al-Ya`muri, que fue compañero de Mahoma.
Su familia había alcanzado una gran riqueza, lo que le permitió recibir una buena educación, estudiando con Al Fadl al Kasbani. Se sabe que estudió jurisprudencia, tras lo cual se convirtió en munshi (escritor oficial). Su ocupación suele describirse como la de alto oficial. Al-Hariri dividía su tiempo entre Basora, donde tenía sus intereses comerciales, y Bagdad, donde desarrollaba sus actividades literarias.
Es conocido sobre todo por escribir Maqamat de al-Hariri (مقامات الحريري, también conocido como Las asambleas de al-Hariri), una virtuosa muestra de saj', consistente en 50 anécdotas escritas en prosa estilizada, que antaño los eruditos memorizaban de memoria, y Mulhat al-i'rab fi al-nawh, un extenso poema sobre gramática.
Existen varios relatos sobre la inspiración de al-Hariri para escribir las Maqamat. El hijo de Al Hariri, Abu al-Qasim Abdullah, relató que el autor y sus sirvientes estaban sentados en una mezquita de Banu Haaran cuando entró un indigente llamado Abu Zayd, vestido con una capa raída, y habló con gran fluidez y elegancia. El orador relató la historia del saqueo de su ciudad natal, Saruj, y del secuestro de su hija.
Desde su aparición, las Maqamat de al-Hariri alcanzaron una enorme popularidad en todo el mundo de habla árabe, y la gente viajaba desde lugares tan lejanos como Andalucía para escuchar los versos leídos de labios del autor. El título alternativo de la obra, Las asambleas, proviene del hecho de que las maqamat se recitaban ante una audiencia reunida. Incluso en vida del autor, la obra mereció memorización, recitación pública y comentarios literarios. El propio al-Hariri recitó sus maqamat ante auditorios eruditos y estudiosos. Los miembros de la audiencia tomaban dictado o hacían correcciones en sus manuscritos personales. En aquella época, este tipo de recitación pública era el principal método de difusión de copias de obras literarias en el mundo de habla árabe.
Cuando al-Hariri hubo escrito 40 maqamat, los reunió en un solo volumen y se dirigió a Bagdad, donde esperaba una recepción triunfal. Sin embargo, sus oponentes le acusaron de plagio; afirmaban que Las Asambleas eran en realidad obra de un escritor del Magreb occidental que había muerto en Bagdad y cuyos papeles habían caído en manos de al-Hariri. Para comprobar el mérito de tales afirmaciones, el visir mandó llamar a al-Hariri y le invitó a redactar una carta sobre un tema concreto. Sin embargo, al-Hariri no era un improvisador, sino que necesitaba largos periodos de soledad para componer sus relatos, y aunque se retiró a un rincón durante un largo periodo, fue incapaz de producir nada y se avergonzó. En un esfuerzo por redimir su reputación, al-Hariri regresó a Basora, donde compuso otros diez maqamat en los meses siguientes.
Se casó y tuvo dos hijos. Sus hijos aprendieron a recitar los maqamat de su padre.
En cuanto al aspecto físico de al-Hariri, era muy bajo de estatura y llevaba barba, que tenía la costumbre de arrancarse cuando estaba sumido en sus pensamientos. Cuando los visitantes rechazaban su aspecto, él les decía: "Soy un hombre para que me oigan, no para que me vean".